# Mahaut (Dominica)

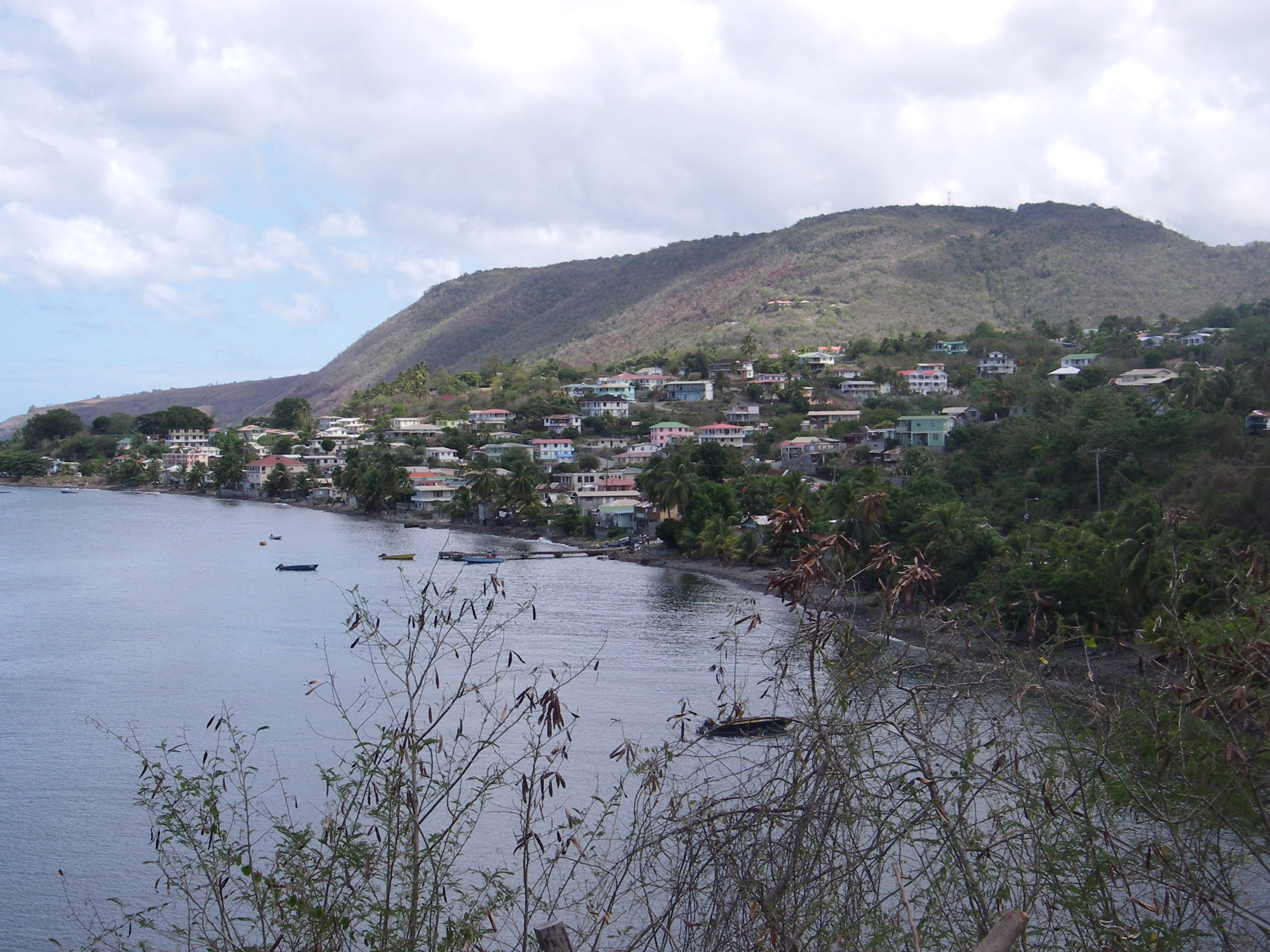
Blick auf Mahaut

Mahaut ist ein Ort im Westen von Dominica. Die Gemeinde hatte im Jahr 2011 2113 Einwohner. Mahaut liegt im Parish Saint Paul.

## Geographische Lage
Der Ort liegt sieben Kilometer nördlich der Hauptstadt Dominicas Roseau. Die Landschaft um Mahaut ist größtenteils hügelig und bewaldet.

## Wirtschaft und Infrastruktur
Bis 2015 hatte die Dominica Coconut Products, eine Tochter der Colgate-Palmolive, hier ihre Fabrik. Diese wurde 2015 im Zuge des Hurrikan Erikas stark beschädigt und in Folge geschlossen.

## Persönlichkeiten
- Joseph Oliver Bowers (1910–2012), Bischof von Accra und St. John’s-Basseterre